# Cantó de La Vit
El cantó de La Vit és un cantó francès del departament de Tarn i Garona, situat al districte de Los Sarrasins. Té 14 municipis i el cap és La Vit.

## Municipis
- Ascas
- Balinhac
- Lo Casterar de Boset
- Gençac
- Gramont
- La Capèra
- La Vit
- Mansonvila
- Marsac
- Maumusson
- Montgalhard
- Popàs
- Puèigalhard de Lomanha
- Sent Joan del Boset

## Història
| Data d'elecció                           | Identitat         | Partit        | Qualitat |
| ---------------------------------------- | ----------------- | ------------- | -------- |
| 1982-1988                                | Henri de Marsac   | PS            |          |
| 1988-1994                                | Jean-Paul Hayeck  | Divers droite |          |
| 1994-2001                                | Henri de Marsac   | PS            |          |
| 2001-                                    | Francis Garrigues | Divers droite |          |
| les dades anteriors no són pas conegudes |                   |               |          |
|                                          |                   |               |          |